# پندالوم
پندالوم (به انگلیسی: Pendulum) یک گروه درام اند بیس/راک استرالیایی - انگلیسی است که در سال ۲۰۰۲ در پرت تشکیل شد. اعضای این گروه راب سوایر، گرت مک‌گریلن، و پل هاردینگ هستند.

## منابع

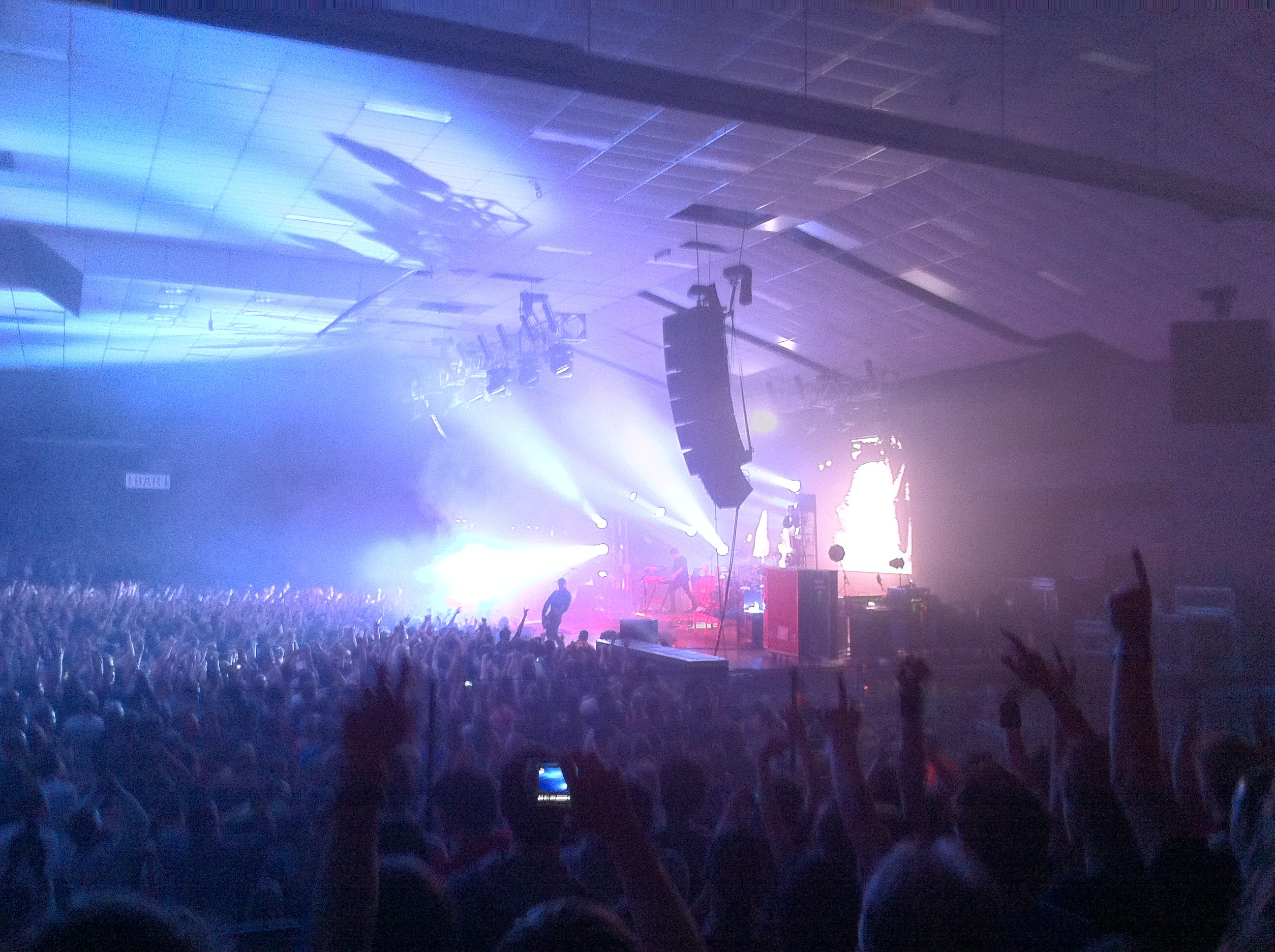
Live, Melbourne 2010